# 紅隼反裝甲火箭
紅隼反甲火箭（Kestrel anti-armor rocket），又稱「紅隼火箭彈」，是由中山科學研究院製造，提供給陸軍換裝新式的反坦克武器，計畫取代服役超過35年的國造66火箭彈。

## 沿革
中華民國陸軍的APILAS、AT4、SMAW由於體積和重量不利於機動作戰，較大的發射尾焰不但容易遭敵方察覺，也影響到巷戰環境下的使用安全，而輕型的國造66火箭彈已超過使用年限，嚴重影響「灘岸機動阻絕、城鎮作戰」反裝甲戰力，為有效強化陸軍反裝甲戰具與戰力，中科院歷經兩年的研發測試及環境測試，已順利完成關鍵技術突破（含氣動力、外彈道、錐孔效應及射瞄系統）。

## 初期型
2009年中科院在台北航太展展示新型反甲火箭開發雛形，該火箭彈外型似美製M72A4火箭彈，採用成型裝藥，彈體約1.6公斤，射程超過300公尺，具有貫穿300公厘軋壓均質裝甲以上之穿甲能力，也可對普通掩體造成傷害；基本威力等同M72A4火箭彈。
設計上和M72、AT4一樣採拋棄式射擊，打完就丟、不必裝填，沒有被敵軍撿拾使用的問題，還增加單兵在戰場上的求生率，而裝填式的RPG-7和SMAW雖然可以選擇多種彈頭，但重量和體積較拋棄式大，也會在部隊中佔掉發射和裝填的人員編制，不像拋棄式可以由一般步兵擔任發射手，瞄具採模組化，依照戰場環境改變瞄具組裝。儲放採用真空包裝，以利長期儲存及運輸安全。

## 精進型
2011年紅隼反甲火箭再度在台北航太展展示，此時外型與2009年展出版本已截然不同；中科院重新設計拋棄式發射管外型，發射管下方並設計有折疊握把及肩靠固定片、發射器上方裝有戰術軌道，可供拆卸式的簡易瞄準具與夜視鏡使用，後端並裝有喇叭開口，可將筒後噴火紅區，控制在15公尺內。改良後的反甲火箭原型聲稱可控制在5公斤以內，且在惡劣環境之下不影響反裝甲火箭的性能和操作。發射前須將握把前端的小拉柄進行上膛，再進行瞄準目標後按下紅色保險鈕，即可射擊。紅隼反甲火箭在2011年後曾少量生產提供中華民國陸軍與中華民國海軍陸戰隊測評，海軍陸戰隊的紅隼反甲火箭曾在2013年11月初的聯勇操演進行實兵測評。
2013年台北航太展展示時，除了2011年展示的反甲彈頭外，增加了另一型可選配的彈種，中科院稱其為攻堅彈頭，開發代號堅隼專案。據中科院的系列介紹影片，其可穿透400公厘低碳鋼，全彈最大射程超過1200公尺，可貫穿30公分的軋壓均質裝甲（RHA）、30公分厚的磚牆或20公分厚之鋼筋強化混凝土，表面破壞直徑達70～90公分，具400公尺以上之有效射程，系統性能媲美美現製反裝甲火箭，還可用於反恐與城巷戰。
紅隼火箭彈自105年到113年11月共射擊1089發，不發彈情況有2發，可靠度達99.8%。

### 紅隼二型
2024年新研發之新型反裝甲火箭彈，目標輕量化並降至4公斤以下，同時改採「軟發射」方式，增加可預估打擊目標速度、距離的預測瞄準線（Predicted Line of Sight, PLOS），提高單兵射擊效率。另外其貫穿軋壓均質裝甲（RHA）深度已達50公分以上，可以對重型戰車造成威脅。

## 採購
- 海軍陸戰隊：2014年下半年提出的2015年度國防預算書中，海軍陸戰隊編列4,800萬新台幣，採購700枚紅隼反甲火箭[5]。
- 憲兵：2018年8月31日，憲兵指揮部計劃編列4979萬元新台幣，在2019年至2020年採購445套含實彈的紅隼反裝甲武器、訓練彈278枚及訓練模擬器8台[6]。2019年4月12日，憲兵與中科院簽訂5092萬元紅隼火箭彈訂單，採購445具紅隼型反裝甲火箭彈、278枚訓練彈以及8台訓練模擬器，配屬憲兵202指揮部與憲兵快速反應連，可於衛戍區內利用城鎮大樓的特性，執行部隊反裝甲作戰任務，執行衛戍區反突擊、反滲透與反空（機）降作戰，以遂行衛戍區城鎮防衛作戰[7]。中華民國憲兵，採購「紅隼型」反裝甲火箭彈，軍方官員今天證實，憲兵司令部已在日前正式與中科院簽下採購協議，108年5月起開始分批交貨，要在109年11月底之前，交付445具紅隼型反裝甲火箭彈、278枚訓練彈以及8台訓練模擬器，合約總金額為台幣5092萬元。[8]憲指部日前在立法院證實，憲指部採購首批紅隼發射器含火箭彈397具、訓練彈238枚及訓練模擬器5台，已經在2019年10月底全數交貨，陸續部署在快速反應連、202指揮部等單位，執行台北市中樞戰備任務，2020年將進一步接收48具紅隼發射器含火箭彈、訓練彈40枚及訓練模擬器3台[9]。
- 海洋委員會海巡署：共有292具紅隼反裝甲火箭彈，裝備東南沙分署，計畫在110年度繼續採購101枚。另外南沙指揮部108至109年於火砲射擊訓練時，已使用練習火箭彈48具；東沙指揮部則在109年6月9日前運抵東沙，同時進行射擊訓練時，使用16具訓練彈[10]。
- 空軍：中華民國空軍預計2020年將首度參與採購紅隼反裝甲火箭彈，強調聯合執行衛戍區城鎮防衛作戰任務。109年編列206萬元，由憲兵指揮部統籌建案，採購18具紅隼反裝甲火箭彈、訓練彈12枚與訓練模擬器一台[11]。空軍所採購的紅隼火箭彈，將部署在台北松山軍機場，反制敵軍可能空降而來的輕型步兵戰車[12]。
- 陸軍：中華民國陸軍2022年9月委託中科院量產5000枚「紅隼」近程反裝甲火箭彈，預算台幣4億元，預計2022年10月起開始進行生產，預計在2023年11月底前交貨完成[13]。2023年8月再次向中科院下單，根據國防部公佈的最新決標公告顯示，這次採購的數量達到5962具，預計在2025年11月底前分批交貨[1]。

## 規格
|              | 紅隼反裝甲火箭彈（反戰車高爆彈） | 紅隼攻堅火箭彈（兩用高爆彈）        |
| ------------ | -------------------------------- | ----------------------------------- |
| 發射筒長度   | 110公分                          | 110公分                             |
| 全重（含彈） | 5.1公斤                          | 6.5公斤                             |
| 口徑         | 67公厘                           | 67公厘                              |
| 射程         | 200公尺                          | 150公尺                             |
| 貫穿力       | 285公厘均質裝甲(軟鋼)            | 30公分（磚牆）/20公分（鋼筋水泥牆） |
| 操作環境     | -10～60°C，晴雨天及夜間          | -10～60°C，晴雨天及夜間             |
| 彈頭         | 錐孔裝藥                         | 高爆碎甲（HEDP）                    |
| 瞄具         | 5倍光學瞄準鏡（附夜視鏡座）      | 5倍光學瞄準鏡（附夜視鏡座）         |
| 擊發機構     | 機械擊發                         | 機械擊發                            |

## 可靠性測試
通過以下測試，符合美軍MIL-STD-810G標準
- 防海水測試（時間30分鐘、濃度5%、深度90公分）
- 防泥水測試（時間30分鐘、濃度10%、深度30公分）
- 防沙土測試（時間30分鐘、深度30公分）

## 使用國
- 中華民國
  - 中華民國國軍
    - 中華民國陸軍
    - 中華民國空軍
    - 中華民國海軍陸戰隊
    - 中華民國憲兵

  - 海洋委員會海巡署
    - 東南沙分署

## 參閱
- M72輕型反裝甲武器
- 肩射多用途攻擊武器
- AT4反坦克火箭筒
- 步兵穿甲輕武器系統（英语：APILAS）
- RPG-7
- RPO-A大黃蜂火箭筒
- 鎮海火箭彈系統

## 外部連結
- 中山科學研究院：紅隼單兵武器 （页面存档备份，存于）